# 佐久間神社

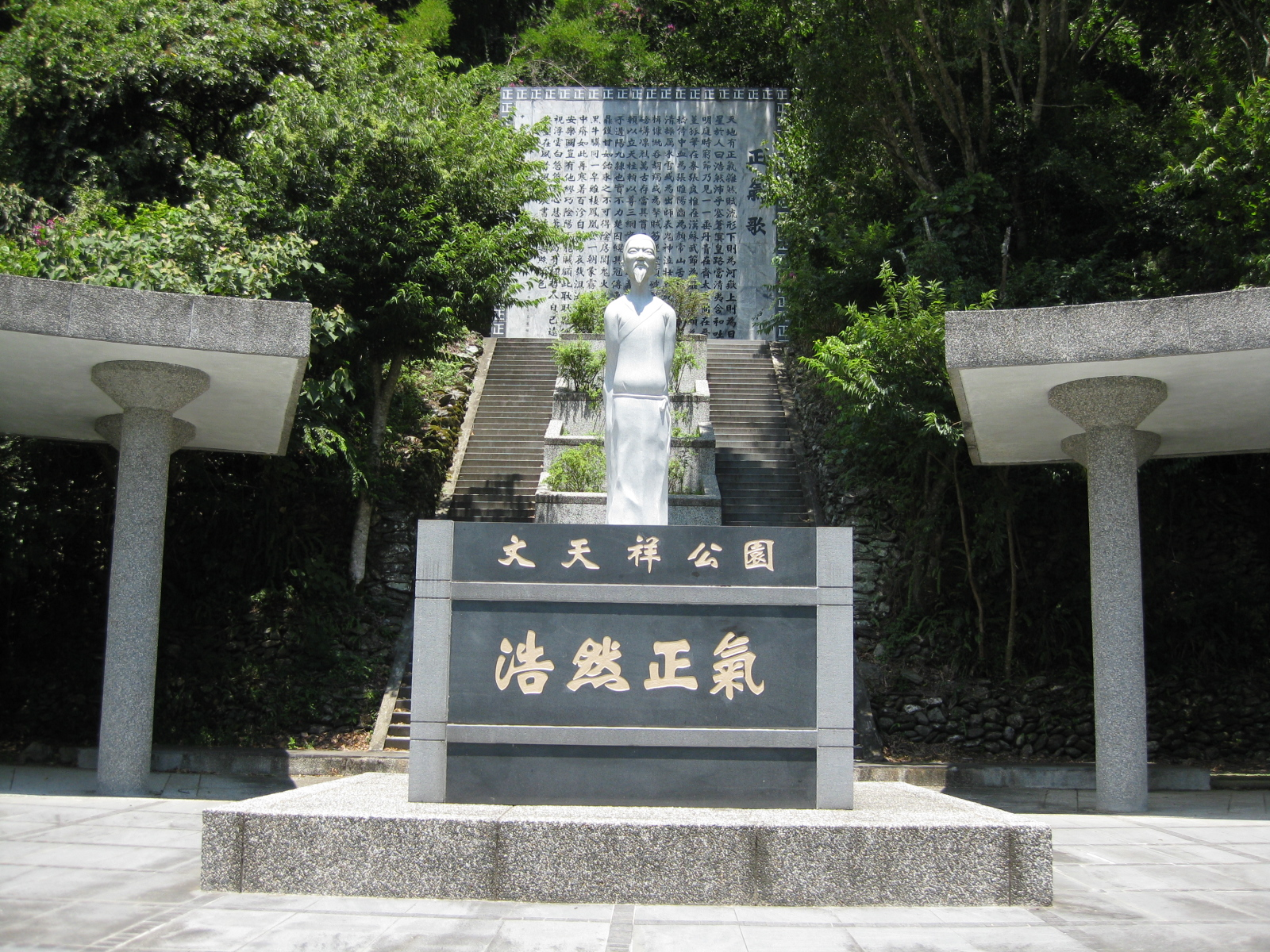
佐久間神社旧社地の文天祥公園にある文天祥石像

佐久間神社（さくまじんじゃ）は、日本統治時代の台湾・花蓮港庁花蓮郡蕃地（現花蓮県秀林郷）にあった神社。社格は無格社。
大正12年（1923年）12月8日に創建され、祭神として大己貴命と佐久間左馬太（5代台湾総督）が祀られていた。現在の太魯閣国家公園の天祥（旧名・塔比多（タビト））にあった旧社地は、昭和35年（1960年）に東西横貫公路が完成した後、文天祥の銅像が立てられるなどして「文天祥公園」となっている。